# 산탄데르난쟁이다람쥐
산탄데르난쟁이다람쥐(Microsciurus santanderensis)는 다람쥐과에 속하는 설치류의 일종이다. 신대륙난쟁이다람쥐속에 속하는 작은 나무 다람쥐로 콜롬비아의 토착종이다.

## 특징
꼬리 길이 13.6~15.2cm를 제외한 몸길이가 13.3~16cm이고 몸무게는 42~45g이다. 등 쪽 털은 불그스레한 갈색이고 배 쪽은 누르스름한 갈색이다.

## 분포 및 서식지
마그달레나강과 오리엔탈산맥 사이의 콜롬비아에서만 발견된다. 열대 우림 지역에서만 서식한다.